# Gallosemidalis eocenica
Gallosemidalis eocenica is een insect uit de familie van de dwerggaasvliegen (Coniopterygidae), die tot de orde netvleugeligen (Neuroptera) behoort. 
De wetenschappelijke naam Gallosemidalis eocenica is voor het eerst geldig gepubliceerd door Nel et al. in 2005.